# Alois Rieber
Alois Rieber (16. ledna 1876 Bečov nad Teplou - 15. dubna 1944 Praha), byl český sochař a pedagog.

## Život
Alois Rieber se narodil v Bečově nad Teplou do rodiny tkalce cajků Johanna Riebera. Začínal jako malíř porcelánu v bavorském Selbu. Od roku 1894 studoval na pražské malířské akademie u prof. Václava Brožíka a Maxmiliána Pirnera. Po transformaci školy pokračoval ve studiu v sochařské speciálce u prof. Josefa Václava Myslbeka. Po absolvování akademického studia se v roce 1901 stal středoškolským profesorem modelování na německé reálce v Mikulandské ulici na Novém Městě pražském. V letech 1902-1920 působil rovněž na německém reálném gymnáziu na Malé Straně a byl asistentem pro výuku ornamentální kresby na německé technice v Praze. V letech 1920-1944 byl Alois Rieber profesorem na Německé vysoké škole technické, předsedou zkušební komise pro učitelství volné kresby na středních školách a členem kuratoria moderních galerií, zavedl se jako sochař v Praze a podnikl několik studijních cest do Itálie, Francie, Anglie, Holandska, Belgie a Německa.
Alois Rieber vytvořil několik pomníků v Praze, Teplicích a Podmoklech jakož i soch na náhrobky v Praze a Liberci. Během první světové války byl členem k.u.k. Kriegspressequartiers (c.k. Tisková kancelář v době 1. světové války) a v této době také vytvořil sochu vojáka pro "Německý dům" na pražských Příkopech. Kromě toho Rieber vytvořil i mnoho portrétních studií, plaket a figurálních kompozic.
Alois Rieber měl staršího bratra Josefa, který byl knězem, církevním právníkem, orientalistou a vysokoškolským pedagogem.

## Dílo
- Sochy strážců u vchodu do Libereckého krematoria[3]
- Pomník obětem 1. světové války v Bečově nad Teplou[4]
- Socha císaře Františka Josefa I., ve svatovítské katedrále v Praze
- Socha vojáka, cín s černým nátěrem, muzeum vojenské historie ve Vídni (1914–1915)
- Pomník padlým ve Šluknově[5]

## Galerie

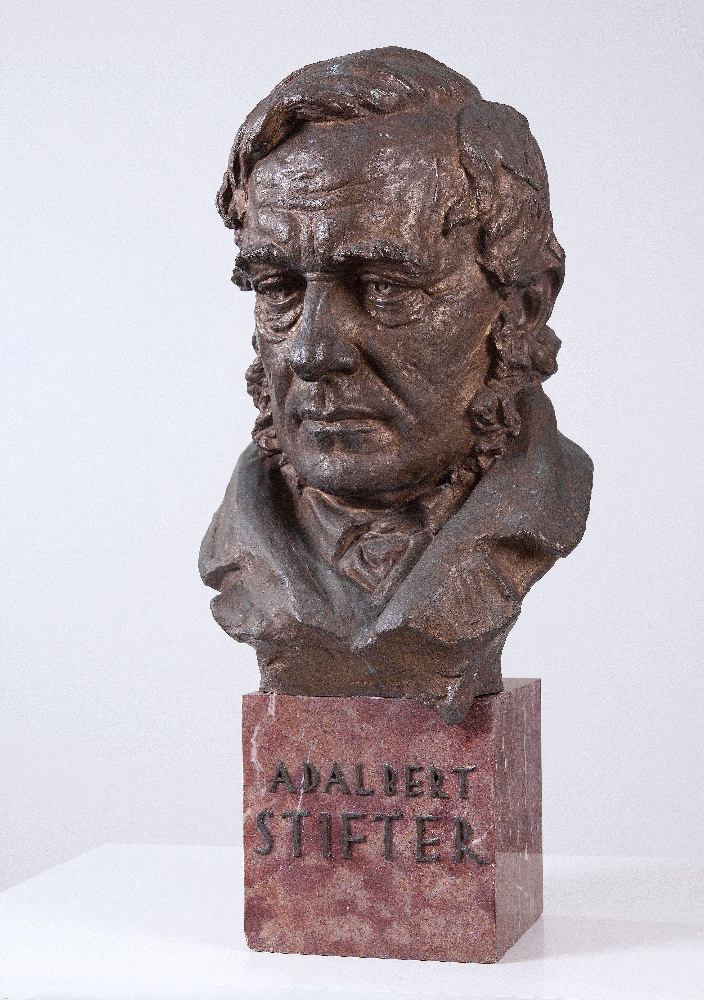
Alois Rieber - busta Adalberta Stiftera, patinovaná sádra (před 1903)
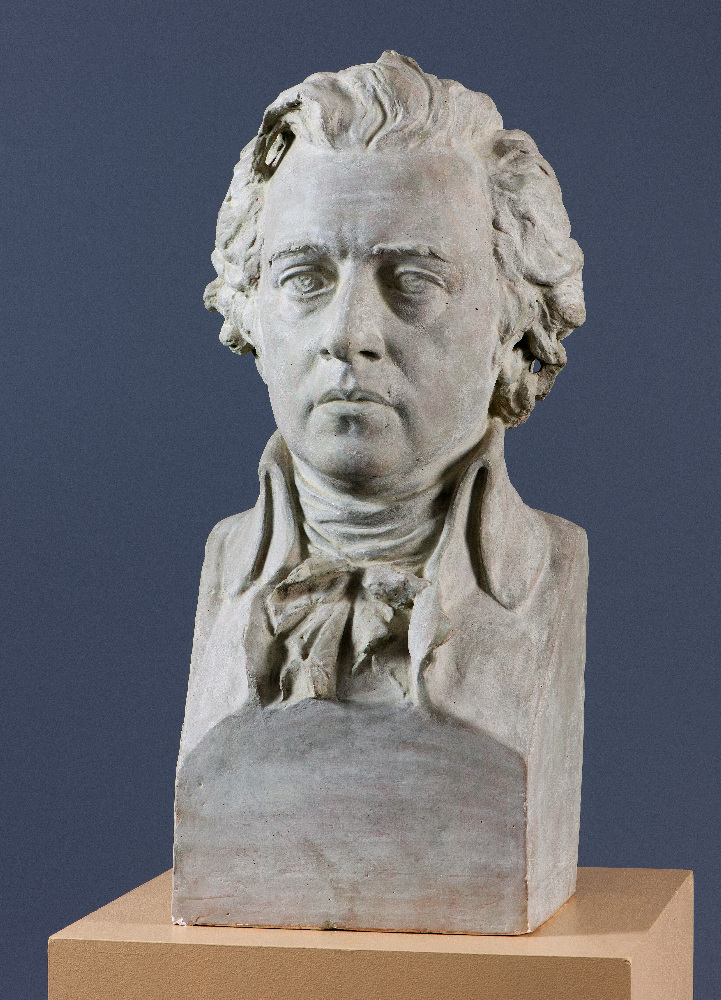
Alois Rieber - busta W. A. Mozarta, patinovaná sádra